# Calophasia freyeri
Calophasia freyeri är en fjärilsart som beskrevs av Frivaldsky 1835. Calophasia freyeri ingår i släktet Calophasia och familjen nattflyn. Inga underarter finns listade i Catalogue of Life.